# Eleições europeias de 2009 em Vila Nova de Gaia

## Resultados Oficiais
| Partido                 | Partido                        | Votos   | %               | +/-   |
| ----------------------- | ------------------------------ | ------- | --------------- | ----- |
|                         | Partido Socialista             | 32 090  | 30,68 / 100,00  | 19,08 |
|                         | Partido Social Democrata       | 30 369  | 29,03 / 100,00  | -     |
|                         | Bloco de Esquerda              | 12 202  | 11,66 / 100,00  | 6,27  |
|                         | Coligação Democrática Unitária | 10 032  | 9,59 / 100,00   | 2,11  |
|                         | Partido Popular                | 7 913   | 7,56 / 100,00   | -     |
|                         | PCTP/MRPP                      | 1 322   | 1,26 / 100,00   | 0,27  |
|                         | Movimento Esperança Portugal   | 1 311   | 1,25 / 100,00   | Novo  |
|                         | Outros                         | 2 584   | 2,47 / 100,00   |       |
| Votos Inválidos         | Votos Inválidos                | 6 781   | 6,49 / 100,00   | 2,51  |
| Total                   | Total                          | 104 604 | 100,00 / 100,00 |       |
| Eleitorado/Participação | Eleitorado/Participação        | 250 711 | 41,72 / 100,00  | 2,39  |

## Resultados por Freguesia
Os resultados seguintes referem-se aos partidos que obtiveram mais de 1,00% dos votos:
| Freguesia                         | %     | %     | %     | %     | %     | %    | %    | Votantes |
| Freguesia                         | PS    | PSD   | BE    | CDU   | CDS   | PCTP | MEP  | Votantes |
| --------------------------------- | ----- | ----- | ----- | ----- | ----- | ---- | ---- | -------- |
| Arcozelo                          | 25,87 | 33,92 | 10,47 | 7,36  | 10,31 | 1,29 | 1,58 | 4 879    |
| Avintes                           | 35,29 | 20,02 | 10,73 | 15,50 | 6,65  | 2,11 | 0,98 | 3 897    |
| Canelas                           | 32,08 | 26,08 | 13,47 | 8,83  | 7,59  | 1,24 | 1,26 | 4 202    |
| Canidelo                          | 35,00 | 22,55 | 13,53 | 10,52 | 6,26  | 1,25 | 1,34 | 8 868    |
| Crestuma                          | 32,50 | 33,72 | 6,59  | 7,52  | 8,45  | 1,72 | 0,57 | 1 397    |
| Grijó                             | 28,37 | 36,57 | 9,85  | 7,01  | 7,11  | 1,05 | 1,27 | 3 697    |
| Gulpilhares                       | 28,44 | 28,59 | 11,21 | 7,82  | 10,56 | 1,27 | 1,61 | 3 221    |
| Lever                             | 22,26 | 43,96 | 6,71  | 6,24  | 7,66  | 0,87 | 1,97 | 1 267    |
| Madalena                          | 35,75 | 26,30 | 10,29 | 10,04 | 6,30  | 1,25 | 1,14 | 3 586    |
| Mafamude                          | 25,29 | 34,39 | 13,61 | 9,00  | 7,66  | 0,86 | 1,62 | 14 003   |
| Olival                            | 31,49 | 26,85 | 7,84  | 6,05  | 15,58 | 1,29 | 1,18 | 2 626    |
| Oliveira do Douro                 | 33,08 | 23,53 | 11,96 | 12,84 | 6,60  | 1,43 | 1,06 | 8 397    |
| Pedroso                           | 34,65 | 29,07 | 9,65  | 7,50  | 6,79  | 1,24 | 1,36 | 6 453    |
| Perosinho                         | 30,72 | 34,73 | 9,15  | 6,19  | 8,38  | 1,23 | 1,18 | 2 197    |
| Sandim                            | 25,02 | 41,16 | 7,30  | 5,04  | 10,67 | 1,07 | 0,83 | 2 522    |
| São Félix da Marinha              | 30,42 | 32,86 | 8,74  | 7,44  | 8,00  | 1,46 | 1,25 | 4 464    |
| São Pedro da Afurada              | 43,27 | 22,73 | 9,52  | 8,35  | 5,68  | 1,09 | 1,34 | 1 197    |
| Seixezelo                         | 28,73 | 39,33 | 9,62  | 6,66  | 7,52  | 0,62 | 0,12 | 811      |
| Sermonde                          | 29,11 | 40,14 | 9,04  | 7,59  | 5,24  | 1,27 | 0,90 | 553      |
| Serzedo                           | 29,55 | 33,09 | 8,81  | 9,09  | 7,41  | 1,23 | 1,03 | 2 430    |
| Valadares                         | 31,00 | 26,03 | 11,91 | 11,83 | 7,39  | 1,09 | 1,14 | 3 777    |
| Vila Nova de Gaia - Santa Marinha | 30,25 | 27,70 | 14,30 | 11,16 | 6,59  | 1,22 | 1,19 | 10 205   |
| Vilar de Andorinho                | 32,07 | 23,04 | 14,26 | 12,43 | 5,89  | 1,37 | 1,18 | 5 260    |
| Vilar do Paraíso                  | 29,64 | 27,88 | 12,96 | 10,05 | 7,49  | 1,39 | 1,32 | 4 605    |
| Vila Nova de Gaia                 | 30,68 | 29,03 | 11,66 | 9,59  | 7,56  | 1,26 | 1,25 | 104 604  |

#### Arcozelo
| Partido                 | Partido                        | Votos  | %               | +/-   |
| ----------------------- | ------------------------------ | ------ | --------------- | ----- |
|                         | Partido Social Democrata       | 1 655  | 33,92 / 100,00  | -     |
|                         | Partido Socialista             | 1 262  | 25,87 / 100,00  | 15,90 |
|                         | Bloco de Esquerda              | 511    | 10,47 / 100,00  | 5,59  |
|                         | Partido Popular                | 503    | 10,31 / 100,00  | -     |
|                         | Coligação Democrática Unitária | 359    | 7,36 / 100,00   | 1,43  |
|                         | Movimento Esperança Portugal   | 77     | 1,58 / 100,00   | Novo  |
|                         | PCTP/MRPP                      | 63     | 1,29 / 100,00   | 0,18  |
|                         | Outros                         | 126    | 2,58 / 100,00   |       |
| Votos Inválidos         | Votos Inválidos                | 323    | 6,62 / 100,00   | 1,09  |
| Total                   | Total                          | 4 879  | 100,00 / 100,00 |       |
| Eleitorado/Participação | Eleitorado/Participação        | 11 628 | 41,96 / 100,00  | 2,85  |

#### Avintes
| Partido                 | Partido                        | Votos  | %               | +/-   |
| ----------------------- | ------------------------------ | ------ | --------------- | ----- |
|                         | Partido Socialista             | 1 407  | 35,59 / 100,00  | 19,72 |
|                         | Partido Social Democrata       | 798    | 20,02 / 100,00  | -     |
|                         | Coligação Democrática Unitária | 618    | 15,50 / 100,00  | 3,94  |
|                         | Bloco de Esquerda              | 428    | 10,73 / 100,00  | 6,44  |
|                         | Partido Popular                | 265    | 6,65 / 100,00   | -     |
|                         | PCTP/MRPP                      | 84     | 2,11 / 100,00   | 0,78  |
|                         | Outros                         | 146    | 3,68 / 100,00   |       |
| Votos Inválidos         | Votos Inválidos                | 241    | 6,04 / 100,00   | 2,60  |
| Total                   | Total                          | 3 987  | 100,00 / 100,00 |       |
| Eleitorado/Participação | Eleitorado/Participação        | 10 052 | 39,66 / 100,00  | 1,92  |

#### Canelas
| Partido                 | Partido                        | Votos  | %               | +/-   |
| ----------------------- | ------------------------------ | ------ | --------------- | ----- |
|                         | Partido Socialista             | 1 348  | 32,08 / 100,00  | 21,40 |
|                         | Partido Social Democrata       | 1 096  | 26,08 / 100,00  | -     |
|                         | Bloco de Esquerda              | 566    | 13,47 / 100,00  | 9,05  |
|                         | Coligação Democrática Unitária | 371    | 8,83 / 100,00   | 2,81  |
|                         | Partido Popular                | 319    | 7,59 / 100,00   | -     |
|                         | Movimento Esperança Portugal   | 53     | 1,26 / 100,00   | Novo  |
|                         | PCTP/MRPP                      | 52     | 1,24 / 100,00   | 0,33  |
|                         | Outros                         | 107    | 2,53 / 100,00   |       |
| Votos Inválidos         | Votos Inválidos                | 290    | 6,90 / 100,00   | 2,99  |
| Total                   | Total                          | 4 202  | 100,00 / 100,00 |       |
| Eleitorado/Participação | Eleitorado/Participação        | 10 334 | 40,66 / 100,00  | 1,68  |

#### Canidelo
| Partido                 | Partido                        | Votos  | %               | +/-   |
| ----------------------- | ------------------------------ | ------ | --------------- | ----- |
|                         | Partido Socialista             | 3 104  | 35,00 / 100,00  | 20,56 |
|                         | Partido Social Democrata       | 2 000  | 22,55 / 100,00  | -     |
|                         | Bloco de Esquerda              | 1 200  | 13,53 / 100,00  | 7,00  |
|                         | Coligação Democrática Unitária | 933    | 10,52 / 100,00  | 1,91  |
|                         | Partido Popular                | 555    | 6,26 / 100,00   | -     |
|                         | Movimento Esperança Portugal   | 119    | 1,34 / 100,00   | Novo  |
|                         | PCTP/MRPP                      | 111    | 1,25 / 100,00   | 0,09  |
|                         | Outros                         | 241    | 2,73 / 100,00   |       |
| Votos Inválidos         | Votos Inválidos                | 605    | 6,82 / 100,00   | 3,19  |
| Total                   | Total                          | 8 868  | 100,00 / 100,00 |       |
| Eleitorado/Participação | Eleitorado/Participação        | 21 329 | 41,58 / 100,00  | 2,96  |

#### Crestuma
| Partido                 | Partido                        | Votos | %               | +/-   |
| ----------------------- | ------------------------------ | ----- | --------------- | ----- |
|                         | Partido Social Democrata       | 471   | 33,72 / 100,00  | -     |
|                         | Partido Socialista             | 454   | 32,50 / 100,00  | 13,71 |
|                         | Partido Popular                | 118   | 8,45 / 100,00   | -     |
|                         | Coligação Democrática Unitária | 105   | 7,52 / 100,00   | 1,20  |
|                         | Bloco de Esquerda              | 92    | 6,59 / 100,00   | 3,31  |
|                         | PCTP/MRPP                      | 24    | 1,72 / 100,00   | 0,78  |
|                         | Outros                         | 30    | 2,14 / 100,00   |       |
| Votos Inválidos         | Votos Inválidos                | 103   | 7,37 / 100,00   | 3,23  |
| Total                   | Total                          | 1 397 | 100,00 / 100,00 |       |
| Eleitorado/Participação | Eleitorado/Participação        | 2 615 | 53,42 / 100,00  | 2,55  |

#### Grijó
| Partido                 | Partido                        | Votos | %               | +/-   |
| ----------------------- | ------------------------------ | ----- | --------------- | ----- |
|                         | Partido Social Democrata       | 1 352 | 36,57 / 100,00  | -     |
|                         | Partido Socialista             | 1 049 | 28,37 / 100,00  | 16,98 |
|                         | Bloco de Esquerda              | 364   | 9,85 / 100,00   | 6,68  |
|                         | Partido Popular                | 263   | 7,11 / 100,00   | -     |
|                         | Coligação Democrática Unitária | 259   | 7,01 / 100,00   | 2,14  |
|                         | PCTP/MRPP                      | 47    | 1,27 / 100,00   | 0,37  |
|                         | Movimento Esperança Portugal   | 39    | 1,05 / 100,00   | Novo  |
|                         | Movimento Mérito e Sociedade   | 38    | 1,03 / 100,00   | Novo  |
|                         | Outros                         | 49    | 1,33 / 100,00   |       |
| Votos Inválidos         | Votos Inválidos                | 237   | 6,41 / 100,00   | 2,71  |
| Total                   | Total                          | 3 697 | 100,00 / 100,00 |       |
| Eleitorado/Participação | Eleitorado/Participação        | 8 861 | 41,72 / 100,00  | 3,16  |

#### Gulpilhares
| Partido                 | Partido                        | Votos | %               | +/-   |
| ----------------------- | ------------------------------ | ----- | --------------- | ----- |
|                         | Partido Social Democrata       | 921   | 28,59 / 100,00  | -     |
|                         | Partido Socialista             | 916   | 28,44 / 100,00  | 18,66 |
|                         | Bloco de Esquerda              | 361   | 11,21 / 100,00  | 5,73  |
|                         | Partido Popular                | 340   | 10,56 / 100,00  | -     |
|                         | Coligação Democrática Unitária | 252   | 7,82 / 100,00   | 1,70  |
|                         | Movimento Esperança Portugal   | 52    | 1,61 / 100,00   | Novo  |
|                         | Movimento Mérito e Sociedade   | 44    | 1,37 / 100,00   | Novo  |
|                         | PCTP/MRPP                      | 41    | 1,27 / 100,00   | 0,60  |
|                         | Outros                         | 61    | 1,89 / 100,00   |       |
| Votos Inválidos         | Votos Inválidos                | 233   | 7,24 / 100,00   | 2,62  |
| Total                   | Total                          | 3 221 | 100,00 / 100,00 |       |
| Eleitorado/Participação | Eleitorado/Participação        | 8 215 | 39,21 / 100,00  | 4,25  |

#### Lever
| Partido                 | Partido                        | Votos | %               | +/-   |
| ----------------------- | ------------------------------ | ----- | --------------- | ----- |
|                         | Partido Social Democrata       | 557   | 43,96 / 100,00  | -     |
|                         | Partido Socialista             | 282   | 22,26 / 100,00  | 15,46 |
|                         | Partido Popular                | 97    | 7,66 / 100,00   | -     |
|                         | Bloco de Esquerda              | 85    | 6,71 / 100,00   | 3,94  |
|                         | Coligação Democrática Unitária | 79    | 6,24 / 100,00   | 2,05  |
|                         | PCTP/MRPP                      | 25    | 1,97 / 100,00   | 0,88  |
|                         | Outros                         | 43    | 3,41 / 100,00   |       |
| Votos Inválidos         | Votos Inválidos                | 99    | 7,81 / 100,00   | 2,36  |
| Total                   | Total                          | 1 267 | 100,00 / 100,00 |       |
| Eleitorado/Participação | Eleitorado/Participação        | 2 859 | 44,32 / 100,00  | 0,48  |

#### Madalena
| Partido                 | Partido                        | Votos | %               | +/-   |
| ----------------------- | ------------------------------ | ----- | --------------- | ----- |
|                         | Partido Socialista             | 1 282 | 35,75 / 100,00  | 19,86 |
|                         | Partido Social Democrata       | 943   | 26,30 / 100,00  | -     |
|                         | Bloco de Esquerda              | 369   | 10,29 / 100,00  | 6,20  |
|                         | Coligação Democrática Unitária | 360   | 10,04 / 100,00  | 2,30  |
|                         | Partido Popular                | 226   | 6,30 / 100,00   | -     |
|                         | PCTP/MRPP                      | 45    | 1,25 / 100,00   | 0,09  |
|                         | Movimento Esperança Portugal   | 41    | 1,14 / 100,00   | Novo  |
|                         | Outros                         | 88    | 2,46 / 100,00   |       |
| Votos Inválidos         | Votos Inválidos                | 232   | 6,47 / 100,00   | 2,35  |
| Total                   | Total                          | 3 586 | 100,00 / 100,00 |       |
| Eleitorado/Participação | Eleitorado/Participação        | 8 187 | 43,80 / 100,00  | 2,82  |

#### Mafamude
| Partido                 | Partido                        | Votos  | %               | +/-   |
| ----------------------- | ------------------------------ | ------ | --------------- | ----- |
|                         | Partido Social Democrata       | 4 816  | 34,39 / 100,00  | -     |
|                         | Partido Socialista             | 3 541  | 25,29 / 100,00  | 17,77 |
|                         | Bloco de Esquerda              | 1 906  | 13,61 / 100,00  | 5,59  |
|                         | Coligação Democrática Unitária | 1 260  | 9,00 / 100,00   | 1,68  |
|                         | Partido Popular                | 1 072  | 7,66 / 100,00   | -     |
|                         | Movimento Esperança Portugal   | 227    | 1,62 / 100,00   | Novo  |
|                         | Outros                         | 403    | 2,88 / 100,00   |       |
| Votos Inválidos         | Votos Inválidos                | 778    | 5,56 / 100,00   | 2,18  |
| Total                   | Total                          | 14 003 | 100,00 / 100,00 |       |
| Eleitorado/Participação | Eleitorado/Participação        | 33 551 | 41,74 / 100,00  | 2,69  |

#### Olival
| Partido                 | Partido                        | Votos | %               | +/-   |
| ----------------------- | ------------------------------ | ----- | --------------- | ----- |
|                         | Partido Socialista             | 827   | 31,49 / 100,00  | 19,80 |
|                         | Partido Social Democrata       | 705   | 26,85 / 100,00  | -     |
|                         | Partido Popular                | 409   | 15,58 / 100,00  | -     |
|                         | Bloco de Esquerda              | 206   | 7,84 / 100,00   | 5,29  |
|                         | Coligação Democrática Unitária | 159   | 6,05 / 100,00   | 1,18  |
|                         | PCTP/MRPP                      | 34    | 1,29 / 100,00   | 0,38  |
|                         | Movimento Esperança Portugal   | 31    | 1,18 / 100,00   | Novo  |
|                         | Outros                         | 58    | 2,21 / 100,00   |       |
| Votos Inválidos         | Votos Inválidos                | 197   | 7,50 / 100,00   | 2,45  |
| Total                   | Total                          | 2 626 | 100,00 / 100,00 |       |
| Eleitorado/Participação | Eleitorado/Participação        | 5 389 | 48,73 / 100,00  | 3,47  |

#### Oliveira do Douro
| Partido                 | Partido                        | Votos  | %               | +/-   |
| ----------------------- | ------------------------------ | ------ | --------------- | ----- |
|                         | Partido Socialista             | 2 778  | 33,08 / 100,00  | 20,97 |
|                         | Partido Social Democrata       | 1 976  | 23,53 / 100,00  | -     |
|                         | Coligação Democrática Unitária | 1 078  | 12,84 / 100,00  | 3,22  |
|                         | Bloco de Esquerda              | 1 004  | 11,96 / 100,00  | 6,88  |
|                         | Partido Popular                | 554    | 6,60 / 100,00   | -     |
|                         | PCTP/MRPP                      | 120    | 1,43 / 100,00   | 0,30  |
|                         | Movimento Esperança Portugal   | 89     | 1,06 / 100,00   | Novo  |
|                         | Outros                         | 234    | 2,78 / 100,00   |       |
| Votos Inválidos         | Votos Inválidos                | 564    | 6,72 / 100,00   | 2,47  |
| Total                   | Total                          | 8 397  | 100,00 / 100,00 |       |
| Eleitorado/Participação | Eleitorado/Participação        | 20 410 | 41,14 / 100,00  | 3,04  |

#### Pedroso
| Partido                 | Partido                        | Votos  | %               | +/-   |
| ----------------------- | ------------------------------ | ------ | --------------- | ----- |
|                         | Partido Socialista             | 2 236  | 34,65 / 100,00  | 18,15 |
|                         | Partido Social Democrata       | 1 876  | 29,07 / 100,00  | -     |
|                         | Bloco de Esquerda              | 623    | 9,65 / 100,00   | 5,55  |
|                         | Coligação Democrática Unitária | 484    | 7,50 / 100,00   | 2,23  |
|                         | Partido Popular                | 438    | 6,79 / 100,00   | -     |
|                         | Movimento Esperança Portugal   | 88     | 1,36 / 100,00   | Novo  |
|                         | PCTP/MRPP                      | 80     | 1,24 / 100,00   | 0,23  |
|                         | Outros                         | 172    | 2,66 / 100,00   |       |
| Votos Inválidos         | Votos Inválidos                | 456    | 7,07 / 100,00   | 2,81  |
| Total                   | Total                          | 6 453  | 100,00 / 100,00 |       |
| Eleitorado/Participação | Eleitorado/Participação        | 15 591 | 41,39 / 100,00  | 1,79  |

#### Perosinho
| Partido                 | Partido                        | Votos | %               | +/-   |
| ----------------------- | ------------------------------ | ----- | --------------- | ----- |
|                         | Partido Social Democrata       | 763   | 34,73 / 100,00  | -     |
|                         | Partido Socialista             | 675   | 30,72 / 100,00  | 15,97 |
|                         | Bloco de Esquerda              | 201   | 9,15 / 100,00   | 5,44  |
|                         | Partido Popular                | 184   | 8,38 / 100,00   | -     |
|                         | Coligação Democrática Unitária | 136   | 6,19 / 100,00   | 1,53  |
|                         | PCTP/MRPP                      | 27    | 1,23 / 100,00   | 0,42  |
|                         | Movimento Esperança Portugal   | 26    | 1,18 / 100,00   | Novo  |
|                         | Outros                         | 55    | 2,51 / 100,00   |       |
| Votos Inválidos         | Votos Inválidos                | 130   | 5,92 / 100,00   | 1,16  |
| Total                   | Total                          | 2 197 | 100,00 / 100,00 |       |
| Eleitorado/Participação | Eleitorado/Participação        | 5 022 | 43,75 / 100,00  | 3,47  |

#### Sandim
| Partido                 | Partido                        | Votos | %               | +/-   |
| ----------------------- | ------------------------------ | ----- | --------------- | ----- |
|                         | Partido Social Democrata       | 1 038 | 41,16 / 100,00  | -     |
|                         | Partido Socialista             | 631   | 25,02 / 100,00  | 17,74 |
|                         | Partido Popular                | 269   | 10,67 / 100,00  | -     |
|                         | Bloco de Esquerda              | 184   | 7,30 / 100,00   | 4,49  |
|                         | Coligação Democrática Unitária | 127   | 5,04 / 100,00   | 1,90  |
|                         | PCTP/MRPP                      | 27    | 1,07 / 100,00   | 0,36  |
|                         | Outros                         | 79    | 3,13 / 100,00   |       |
| Votos Inválidos         | Votos Inválidos                | 167   | 6,62 / 100,00   | 3,29  |
| Total                   | Total                          | 2 522 | 100,00 / 100,00 |       |
| Eleitorado/Participação | Eleitorado/Participação        | 5 608 | 44,97 / 100,00  | 3,70  |

#### São Félix da Marinha
| Partido                 | Partido                        | Votos | %               | +/-   |
| ----------------------- | ------------------------------ | ----- | --------------- | ----- |
|                         | Partido Social Democrata       | 1 467 | 32,86 / 100,00  | -     |
|                         | Partido Socialista             | 1 358 | 30,42 / 100,00  | 19,29 |
|                         | Bloco de Esquerda              | 390   | 8,74 / 100,00   | 5,56  |
|                         | Partido Popular                | 357   | 8,00 / 100,00   | -     |
|                         | Coligação Democrática Unitária | 332   | 7,44 / 100,00   | 2,11  |
|                         | PCTP/MRPP                      | 65    | 1,46 / 100,00   | 0,01  |
|                         | Movimento Esperança Portugal   | 56    | 1,25 / 100,00   | Novo  |
|                         | Outros                         | 126   | 2,82 / 100,00   |       |
| Votos Inválidos         | Votos Inválidos                | 313   | 7,01 / 100,00   | 3,13  |
| Total                   | Total                          | 4 464 | 100,00 / 100,00 |       |
| Eleitorado/Participação | Eleitorado/Participação        | 9 563 | 46,68 / 100,00  | 5,24  |

#### São Pedro da Afurada
| Partido                 | Partido                        | Votos | %               | +/-   |
| ----------------------- | ------------------------------ | ----- | --------------- | ----- |
|                         | Partido Socialista             | 518   | 43,27 / 100,00  | 15,00 |
|                         | Partido Social Democrata       | 284   | 23,73 / 100,00  | -     |
|                         | Bloco de Esquerda              | 114   | 9,52 / 100,00   | 4,93  |
|                         | Coligação Democrática Unitária | 100   | 8,35 / 100,00   | 0,19  |
|                         | Partido Popular                | 68    | 5,68 / 100,00   | -     |
|                         | Movimento Esperança Portugal   | 16    | 1,34 / 100,00   | Novo  |
|                         | PCTP/MRPP                      | 13    | 1,09 / 100,00   | 0,01  |
|                         | Outros                         | 17    | 1,42 / 100,00   |       |
| Votos Inválidos         | Votos Inválidos                | 67    | 5,60 / 100,00   | 1,64  |
| Total                   | Total                          | 1 197 | 100,00 / 100,00 |       |
| Eleitorado/Participação | Eleitorado/Participação        | 2 758 | 43,40 / 100,00  | 0,48  |

#### Seixezelo
| Partido                 | Partido                        | Votos | %               | +/-   |
| ----------------------- | ------------------------------ | ----- | --------------- | ----- |
|                         | Partido Social Democrata       | 319   | 39,33 / 100,00  | -     |
|                         | Partido Socialista             | 233   | 28,73 / 100,00  | 14,60 |
|                         | Bloco de Esquerda              | 78    | 9,62 / 100,00   | 6,70  |
|                         | Partido Popular                | 61    | 7,52 / 100,00   | -     |
|                         | Coligação Democrática Unitária | 54    | 6,66 / 100,00   | 1,20  |
|                         | Outros                         | 26    | 3,20 / 100,00   |       |
| Votos Inválidos         | Votos Inválidos                | 40    | 4,93 / 100,00   | 0,74  |
| Total                   | Total                          | 811   | 100,00 / 100,00 |       |
| Eleitorado/Participação | Eleitorado/Participação        | 1 578 | 51,39 / 100,00  | 2,92  |

#### Sermonde
| Partido                 | Partido                        | Votos | %               | +/-   |
| ----------------------- | ------------------------------ | ----- | --------------- | ----- |
|                         | Partido Social Democrata       | 222   | 40,14 / 100,00  | -     |
|                         | Partido Socialista             | 161   | 29,11 / 100,00  | 11,43 |
|                         | Bloco de Esquerda              | 50    | 9,04 / 100,00   | 5,51  |
|                         | Coligação Democrática Unitária | 42    | 7,59 / 100,00   | 2,81  |
|                         | Partido Popular                | 29    | 5,24 / 100,00   | -     |
|                         | PCTP/MRPP                      | 7     | 1,27 / 100,00   | 0,02  |
|                         | Outros                         | 16    | 2,88 / 100,00   |       |
| Votos Inválidos         | Votos Inválidos                | 26    | 4,70 / 100,00   | 0,29  |
| Total                   | Total                          | 553   | 100,00 / 100,00 |       |
| Eleitorado/Participação | Eleitorado/Participação        | 1 090 | 50,73 / 100,00  | 0,01  |

#### Serzedo
| Partido                 | Partido                        | Votos | %               | +/-   |
| ----------------------- | ------------------------------ | ----- | --------------- | ----- |
|                         | Partido Social Democrata       | 804   | 33,09 / 100,00  | -     |
|                         | Partido Socialista             | 718   | 29,55 / 100,00  | 19,52 |
|                         | Coligação Democrática Unitária | 221   | 9,09 / 100,00   | 2,49  |
|                         | Bloco de Esquerda              | 214   | 8,81 / 100,00   | 5,47  |
|                         | Partido Popular                | 180   | 7,41 / 100,00   | -     |
|                         | PCTP/MRPP                      | 30    | 1,23 / 100,00   | 0,21  |
|                         | Movimento Esperança Portugal   | 25    | 1,03 / 100,00   | Novo  |
|                         | Outros                         | 59    | 2,43 / 100,00   |       |
| Votos Inválidos         | Votos Inválidos                | 179   | 7,37 / 100,00   | 3,47  |
| Total                   | Total                          | 2 430 | 100,00 / 100,00 |       |
| Eleitorado/Participação | Eleitorado/Participação        | 6 331 | 38,38 / 100,00  | 5,66  |

#### Valadares
| Partido                 | Partido                        | Votos | %               | +/-   |
| ----------------------- | ------------------------------ | ----- | --------------- | ----- |
|                         | Partido Socialista             | 1 171 | 31,00 / 100,00  | 19,47 |
|                         | Partido Social Democrata       | 983   | 26,03 / 100,00  | -     |
|                         | Bloco de Esquerda              | 450   | 11,91 / 100,00  | 5,92  |
|                         | Coligação Democrática Unitária | 447   | 11,83 / 100,00  | 2,47  |
|                         | Partido Popular                | 279   | 7,39 / 100,00   | -     |
|                         | Movimento Esperança Portugal   | 43    | 1,14 / 100,00   | Novo  |
|                         | PCTP/MRPP                      | 41    | 1,09 / 100,00   | 0,15  |
|                         | Outros                         | 108   | 2,86 / 100,00   |       |
| Votos Inválidos         | Votos Inválidos                | 255   | 6,75 / 100,00   | 2,55  |
| Total                   | Total                          | 3 777 | 100,00 / 100,00 |       |
| Eleitorado/Participação | Eleitorado/Participação        | 9 157 | 41,25 / 100,00  | 4,42  |

#### Vila Nova de Gaia - Santa Marinha
| Partido                 | Partido                        | Votos  | %               | +/-   |
| ----------------------- | ------------------------------ | ------ | --------------- | ----- |
|                         | Partido Socialista             | 3 087  | 30,25 / 100,00  | 19,96 |
|                         | Partido Social Democrata       | 2 827  | 27,70 / 100,00  | -     |
|                         | Bloco de Esquerda              | 1 459  | 14,30 / 100,00  | 7,63  |
|                         | Coligação Democrática Unitária | 1 139  | 11,16 / 100,00  | 1,58  |
|                         | Partido Popular                | 672    | 6,59 / 100,00   | -     |
|                         | PCTP/MRPP                      | 124    | 1,22 / 100,00   | 0,30  |
|                         | Movimento Esperança Portugal   | 121    | 1,19 / 100,00   | Novo  |
|                         | Outros                         | 215    | 2,11 / 100,00   |       |
| Votos Inválidos         | Votos Inválidos                | 561    | 5,49 / 100,00   | 2,47  |
| Total                   | Total                          | 10 205 | 100,00 / 100,00 |       |
| Eleitorado/Participação | Eleitorado/Participação        | 25 601 | 39,86 / 100,00  | 1,03  |

#### Vilar de Andorinha
| Partido                 | Partido                        | Votos  | %               | +/-   |
| ----------------------- | ------------------------------ | ------ | --------------- | ----- |
|                         | Partido Socialista             | 1 687  | 32,07 / 100,00  | 21,31 |
|                         | Partido Social Democrata       | 1 212  | 23,04 / 100,00  | -     |
|                         | Bloco de Esquerda              | 750    | 14,26 / 100,00  | 7,92  |
|                         | Coligação Democrática Unitária | 654    | 12,43 / 100,00  | 3,58  |
|                         | Partido Popular                | 310    | 5,89 / 100,00   | -     |
|                         | PCTP/MRPP                      | 72     | 1,37 / 100,00   | 0,05  |
|                         | Movimento Esperança Portugal   | 62     | 1,18 / 100,00   | Novo  |
|                         | Outros                         | 129    | 2,47 / 100,00   |       |
| Votos Inválidos         | Votos Inválidos                | 384    | 7,30 / 100,00   | 3,03  |
| Total                   | Total                          | 5 260  | 100,00 / 100,00 |       |
| Eleitorado/Participação | Eleitorado/Participação        | 13 872 | 37,92 / 100,00  | 3,39  |

#### Vilar do Paraíso
| Partido                 | Partido                        | Votos  | %               | +/-   |
| ----------------------- | ------------------------------ | ------ | --------------- | ----- |
|                         | Partido Socialista             | 1 365  | 29,64 / 100,00  | 21,46 |
|                         | Partido Social Democrata       | 1 284  | 27,88 / 100,00  | -     |
|                         | Bloco de Esquerda              | 597    | 12,96 / 100,00  | 6,18  |
|                         | Coligação Democrática Unitária | 463    | 10,05 / 100,00  | 2,25  |
|                         | Partido Popular                | 345    | 7,49 / 100,00   | -     |
|                         | PCTP/MRPP                      | 64     | 1,39 / 100,00   | 0,54  |
|                         | Movimento Esperança Portugal   | 61     | 1,32 / 100,00   | Novo  |
|                         | Outros                         | 125    | 2,72 / 100,00   |       |
| Votos Inválidos         | Votos Inválidos                | 301    | 6,53 / 100,00   | 1,82  |
| Total                   | Total                          | 4 605  | 100,00 / 100,00 |       |
| Eleitorado/Participação | Eleitorado/Participação        | 11 110 | 41,45 / 100,00  | 2,63  |